# Uddjaure
Het Uddjaure is het op negen na grootste meer van Zweden en ligt in Lapland. Het meer ligt vast aan Hornavan en heeft een oppervlakte van 210 km². De Skellefte älv komt door het meer.
Vänermeer (5.648 km²) · Vättermeer (1.893 km²) · Mälarmeer (1.140 km²) · Hjälmarmeer (484 km²) · Storsjön (464 km²) · Siljan + Orsasjön (354 km²) · Torneträsk (330 km²) · Hornavan (220-283 km²) · Uddjaure (190-250 km²) · Bolmen (184 km²)